# Zełenycia
Zełenycia (ukr. Зелениця) – wieś na Ukrainie, w obwodzie żytomierskim, w rejonie emilczyńskim. W 2001 roku liczyła 162 mieszkańców.